# Cédric Villani
Cédric Villani (n. 5 octombrie 1973, Brive-la-Gaillarde, Limousin, Franța) este un matematician francez specializat în teorie cinetică și în transport optimal, laureat cu Medalia Fields în anul 2010.

## Biografie
S-a născut în 1973 în Brive-la-Gaillarde, un oraș din sud-vestul Franței, într-o familie de profesori. S-a pasionat pentru matematicele din copilărie. După ce a obținut bacalaureatul la vârsta de 16 ani, a fost admis la Școala Normală Superioară din Paris (promoția din 1992). În perioada școlarității a fost poreclit „Marsu Villani” pentru agilitatea sa, comparabilă cu cea lui Marsupilami, un animal imaginar creat de desenatorul André Franquin. A fost ales președintele „comitetului de organizare festivităților”, numele local al asociației studenților. La momentul respectiv și-a adoptat stilul distinctiv cu costum din trei piese și lavalieră. S-a specializat în analiză și a început o teză de doctorat sub conducerea lui Pierre-Louis Lions despre teoria matematică a ecuației lui Boltzmann, pe care a susținut-o în 1998.
A fost profesor universitar de matematică aplicată la Școala Normală Superioară din Lyon din 2000 până în 2010. În paralel, a fost profesor invitat la Institutul de Tehnologie din Georgia (Georgia Tech), la Institutul Miller (2004), apoi la Institutul de Studii Avansate de la Princeton (2009). A fost numit director al Institutului Henri Poincaré în 2009, funcție pe care o ocupă în prezent.

## Lucrări
A lucrat despre teoria ecuațiilor cu derivate parțiale în fizică statistică. În anul 2010 a obținut Medalia Fields, cea mai înaltă distincție în matematică, pentru demonstrarea amortizării Landau neliniare și a convergenței spre echilibru pentru ecuația lui Boltzmann. A descris povestea acestor cercetări într-o carte, Théorème vivant (2012), tradus în românește sub titlul Teorema vie (2014). A lucrat și despre teoria transportului optimal, domeniu despre care a scris două cărți, Topics in Optimal Transportation (2003) și Optimal Transport, old and new (2008).

## Legături externe
- Site-ul personal lui Cédric Villani